# Felipe Guerra
Felipe Guerra é um município brasileiro do estado do Rio Grande do Norte.

## História
O atual município de Felipe Guerra era denominado como o ex-povoado de Pedra de Abelha. O município recebeu o nome de "Felipe Guerra" numa homenagem a Felipe Neri de Brito Guerra, filho do município de Campo Grande, líder da região, deputado às Constituintes de 1891, 1892 e 1895, juiz de Direito, desembargador e secretário de Educação.
Antes um povoado, Felipe Guerra tornou-se município em 17 de dezembro de 1953, através da Lei, N° 1.017, o que durou apenas um ano e, em 1954 por decisão do Supremo Tribunal Federal a lei foi anulada e a localidade voltou à condição de povoado, que só desmembrou-se definitivamente de Apodi no dia 18 de setembro de 1963, pela Lei, n° 2.926, tornando-se município do Rio Grande do Norte.

### Fundação
O Município de Felipe Guerra foi fundado pelo Tenente Manoel João de Oliveira, que chegou à região por volta de 1768 e construiu a primeira casa no Sítio Brejo do Apodi. Ele era um cidadão de prestígio em toda a província do Rio Grande do Norte, tendo ocupado cargos importantes como Procurador na Vila Portalegre-RN em 1788, vereador no Senado da Câmara em 1790 e juiz ordinário no Senado da Câmara em Portalegre-RN em 1795. O Tenente Manoel João de Oliveira era natural de Assú/RN, filho de Manoel da Costa Travassos e Leandra Martins de Macedo, e casado com Maria de Jesus Fernandes Pimenta. O casal teve uma grande família, incluindo Antônio Francisco de Oliveira, casado com Quitéria Gurgel do Amaral, que são pais de Jesumira Gurgel de Oliveira, esposa do Coronel Tibúrcio Valeriano Gurgel do Amaral.

### Tiburcio Gurgel chega ao Brejo do Apodi
Tiburcio Gurgel do Amaral e sua esposa Jesumira Gurgel de Oliveira chegaram à fazenda Brejo do Apodi por volta de 1868. Eles construíram, à margem esquerda do Rio Apodi, sua casa senhorial com paredes maciças de tijolos e pedra, com um vasto sótão sobre carnaubeiras seculares e altas calçadas de lajes calcárias. A casa de Tibúrcio era uma robusta mansão dos tempos coloniais edificada nas selvas do nosso sertão, a desafiar o futuro e as gerações vindouras. Ali, instalando-se com sua mulher e, em seguida, seus filhos, tratou de aproveitar as terras fertilíssimas com o plantio de cana-de-açúcar, fruticultura, arroz da terra e criação de gado. 
Com o crescer da prole e com o consórcio de seus filhos e agregados, a terra foi sendo trabalhada e habitada. Tendo a orientar seu crescimento, além da edificante educação paterna, os estudos e conhecimentos de sua descendência, que logo se destacaram nas letras e na política. Por esse labor, a fazenda Brejo aos poucos se desenvolveu, graças ao trabalho fecundo, estudos e boa vontade em favor da terra, que, ao lado de sua esposa, Tibúrcio fincou o primeiro marco do progresso.
A região teve sua primeira escola na casa do Coronel Tibúrcio Valeriano Gurgel do Amaral, pois o mesmo contratou o mestre-escola, professor Astério Dantas, natural do município de Campo Grande/RN para dar aula aos nativos. Tempos depois, foi substituído pelo professor Genésio Dantas, do Apodi, que continuou na nobre e humilde missão de mestre-escola a preparar os homens do futuro.

### Fundação do Distrito de Pedra de Abelha
As constantes cheias que atingiram o Brejo do Apodi fizeram com que o jovem Tilon Gurgel do Amaral, filho do Coronel Tibúrcio Valeriano Gurgel do Amaral, decidisse construir, no ano de 1901, a primeira casa de alvenaria na região da Pedra. Que mais tarde, passou a se chamar Pedra de Abelha. 
Ao construir sua casa na região Alta, ou na Pedra, Tilon Gurgel, de imediato, colocou um pequeno comércio, haja vista que o lugarejo passou a ser um pouso obrigatório para os comboieiros da região oeste, que desciam com destino à cidade de Mossoró. Com o passar dos anos, Tilon Gurgel colocou uma beneficiadora de arroz, uma descaroçadora de algodão e um alambique. Em seguida, construiu um armazém para a compra de algodão, peles, arroz, mel de abelhas e cera de carnaúbas. Com o comércio e com a pequena indústria em desenvolvimento, diversos habitantes da região contribuíram com o progresso. 
O pequeno lugarejo, aos poucos, foi aos poucos se transformando em uma cidade movimentada. A economia local prosperou e novos moradores se instalaram na região. Com o crescimento, vieram também os desafios, como o aumento do tráfego de veículos, a necessidade de melhorias na infraestrutura e a preservação do meio ambiente. Mas, apesar das dificuldades, os moradores continuaram trabalhando juntos para tornar sua cidade um lugar melhor para se viver.
Para consolidar o progresso do pequeno lugarejo, o Coronel Tibúrcio Gurgel resolveu edificar uma capela no ano de 1918, tendo como padroeira Nossa Senhora do Perpétuo Socorro, cuja primeira missa foi realizada pelo padre Benedito Basílio Alves, para estas edificações foi trazido da cidade de Campo Grande/RN, o senhor Vicente Pascoal da Costa como primeiro construtor dos casarões e das Igrejas do novo distrito. Em 24 de outubro do mesmo ano, no final dos anos 1920, o Distrito de Pedra de Abelha ganha sua feira livre, onde os pequenos produtores e agricultores traziam seus produtos para serem comercializados, naquela época, o comércio era feito num pequeno barracão. Isso fez com que o Incipiente lugar fosse elevado à condição de Distrito do Apodi.

### A primeira emancipação de Pedra de Abelha
O distrito de Pedra de Abelha foi elevado à condição de cidade com o nome de "Felipe Guerra" em homenagem a Felipe Neri de Brito Guerra, natural do município de Campo Grande/RN. Felipe Guerra foi líder da região, deputado às Constituintes de 1891 e 1895, juiz de direito, desembargador, escritor e secretário de educação. Em 17 de dezembro de 1953, através da Lei n° 1.017, Francisco Diógenes foi nomeado como primeiro prefeito pelo então governador Sílvio Pizza Pedrosa. No entanto, os apodienses eram contra a emancipação política de Pedra de Abelha e o poder legislativo de Apodi recorreu da decisão da Assembleia Legislativa do Rio Grande do Norte para anular o ato, o que foi confirmado pelo Supremo Tribunal Federal. O município de Felipe Guerra durou apenas um ano, a lei foi anulada e o prefeito Francisco Diógenes foi exonerado do cargo, fazendo com que a localidade voltasse à condição de Distrito Pedra de Abelha.
Os antigos limites eram ao norte com o Distrito de São Sebastião de Mossoró, atual Governador Dix-Sept Rosado-RN, ao leste com o município de Caraúbas-RN seguindo as atuais linhas divisórias e ao sul com o município de Apodi-RN pelo Rio Umari, até sua confluência com o Rio Apodi/Mossoró. Daí por cima seguia em linha reta até o Riacho Quixaba de fora, indo atingir os limites com o Estado do Ceará.
Apesar da decepção, os felipenses não desistiram e, em 18 de setembro de 1963, foi criado definitivamente o município de Felipe Guerra-RN, através da Lei nº 2.926, tendo como primeiro prefeito o Coronel PM José Antônio da Silva, nomeado pelo governador Aluízio Alves, conforme portaria de 16 de junho de 1964. José Antônio da Silva tomou posse em 25 de outubro de 1964 e ficou no comando do município até 31 de janeiro de 1965.
O primeiro prefeito constitucional foi o médico Dr. Eilson Gurgel do Amaral, eleito em 24 de janeiro de 1965 e empossado em 31 de janeiro do mesmo ano. Nessa mesma data, tomaram posse os primeiros vereadores que fizeram parte da primeira Câmara Municipal, sendo eles: Cassio Gurgel de Brito, Pedro Balduino, Francisco Canela, Aécio Valentim, Milton Soares de Oliveira, Francisco Ferreira do Rosário, Francisco Chagas da Silva, Antônio Pascoal Filho (Tonho Pascoal), José Celestino de Góis e José Dionísio de Morais.

## Turismo

### Ecoturismo em Felipe Guerra: As riquezas escondidas nas cavernas e lajedos
Felipe Guerra se destaca principalmente pelas riquezas escondidas no subsolo, com grutas, dolinas e cavernas de origem cretácea, como as do lajedo do Rosário. Dentre elas, destacam-se as Cavernas da Catedral, dos Crotes e da Carrapateira, esta última serviu de abrigo aos nativos durante a passagem do bando de Lampião na região. Atualmente, estas três cavernas encontram-se em processo de licenciamento para atividade turística. A origem calcária das cavernas oferece grande exuberância, ideal para a prática do ecoturismo de aventuras. Felipe Guerra é o município com a maior quantidade de cavernas do estado, com mais de 400 catalogadas pelo CECAV/ICMBIO. Este fato aponta Felipe Guerra como a cidade que apresenta a maior riqueza espeleológica do país quando o estudo é espeleologia. As belezas e diversidade de formações atraem pesquisadores do Brasil e do mundo.
A Secretaria Municipal de Desenvolvimento Econômico, Turismo e Eventos - SEDETURFG é o órgão responsável, em parceria com universidades e órgãos das áreas, enquadrado no Polo Serrano - "Polo Turístico do Oeste Potiguar", órgão de governança ligado à Secretaria de Estado do Turismo e ao Ministério do Turismo. Com isso, Felipe Guerra tem a vocação natural ao turismo sustentável, empenhando-se em gerar vínculos entre nativos e visitantes, para que sempre voltem e visite Felipe Guerra.

## Geografia
Com 268,591 quilômetros quadrados (km²) de área (0,5086% da superfície estadual), faz divisa com os municípios de Governador Dix-Sept Rosado (norte e leste), Apodi (norte, sul e oeste) e Caraúbas (sul e leste) e está distante 353 km de Natal, capital estadual, e 2 191 km de Brasília, capital federal. De acordo com a divisão do Instituto Brasileiro de Geografia e Estatística vigente desde 2017, Felipe Guerra pertence às regiões geográficas intermediária e imediata de Mossoró. Até então, com a vigência das divisões em mesorregiões e microrregiões, o município fazia parte da microrregião da Chapada do Apodi, uma subdivisão da mesorregião do Oeste Potiguar.
| Maiores acumulados de chuva em 24 horas por meses registrados em Felipe Guerra (ANA) | Maiores acumulados de chuva em 24 horas por meses registrados em Felipe Guerra (ANA) | Maiores acumulados de chuva em 24 horas por meses registrados em Felipe Guerra (ANA) |
| Mês                                                                                  | Acumulado                                                                            | Data                                                                                 |
| ------------------------------------------------------------------------------------ | ------------------------------------------------------------------------------------ | ------------------------------------------------------------------------------------ |
| Janeiro                                                                              | 134,8 mm                                                                             | 18/01/2004                                                                           |
| Fevereiro                                                                            | 93 mm                                                                                | 17/02/2012                                                                           |
| Março                                                                                | 116,4 mm                                                                             | 05/03/1976                                                                           |
| Abril                                                                                | 149,1 mm                                                                             | 21/04/1972                                                                           |
| Maio                                                                                 | 109 mm                                                                               | 03/05/1955                                                                           |
| Junho                                                                                | 69,3 mm                                                                              | 24/06/1972                                                                           |
| Julho                                                                                | 77,8 mm                                                                              | 03/07/1975                                                                           |
| Agosto                                                                               | 73,8 mm                                                                              | 02/08/2000                                                                           |
| Setembro                                                                             | 36,5 mm                                                                              | 13/09/1999                                                                           |
| Outubro                                                                              | 39,5 mm                                                                              | 18/10/1939                                                                           |
| Novembro                                                                             | 61,4 mm                                                                              | 28/11/1922                                                                           |
| Dezembro                                                                             | 162,2 mm                                                                             | 15/12/1951                                                                           |
| Período: 12/1910-presente                                                            |                                                                                      |                                                                                      |

O relevo de Felipe Guerra está inserido na Chapada do Apodi, um conjunto de terrenos sedimentares e planos, ligeiramente elevados ou de baixas declividades, com altitudes de até cem metros. A maior parte do território municipal se localiza na Formação Jandaíra, que faz parte da Bacia Potiguar e abrange rochas sedimentares constituídas por calcário, formadas há cerca de oitenta milhões de anos, na Idade Cretácea Superior. A porção sul está inserida na Formação Açu, onde predominam os arenitos, enquanto as áreas próximas ao leito do rio Apodi são constituídas por areia e cascalho, formando as planícies fluviais. Felipe Guerra pertence inteiramente à bacia hidrográfica do Rio Apodi-Mossoró.
Os solos do município são variados, sendo dois predominantes: o cambissolo eutrófico e o chernossolo (este chamado de rendzina na antiga classificação brasileira de solos), que apresentam textura formada por argila e se diferem na forma de drenagem e no nível de fertilidade. Existem também áreas de luvissolos (antes chamado de podzólico vermelho-amarelo equivalente eutrófico) e neossolos (solos aluviais), além dos vertissolos, no leito do rio Apodi. Esses solos são cobertos por uma vegetação xerófila, a caatinga, cujas espécies perdem suas folhas na estação seca, sendo ainda possível encontrar carnaubeiras, com porte maior.
O clima é semiárido, com temperaturas elevadas durante todo o ano e chuvas concentradas no primeiro semestre. De acordo com a Agência Nacional de Águas e Saneamento Básico (ANA), que possui dados pluviométricos do município desde dezembro de 1910, o maior acumulado de chuva registrado em 24 horas atingiu 162,2 mm em 15 de dezembro de 1951. Março de 1960 é o mês mais chuvoso da série histórica, com um acumulado de 585,5 mm, seguido por janeiro de 2004 (499,5 mm). Desde setembro de 2019, quando a EMPARN instalou uma estação meteorológica automática em Felipe Guerra, a menor temperatura registrada foi de 18,5 °C em 15 de agosto de 2020 e a maior alcançou 39,6 °C em 4 de fevereiro de 2021.
| Dados climatológicos para Felipe Guerra (Pedra de Abelhas)                                                                                      | Dados climatológicos para Felipe Guerra (Pedra de Abelhas) | Dados climatológicos para Felipe Guerra (Pedra de Abelhas) | Dados climatológicos para Felipe Guerra (Pedra de Abelhas) | Dados climatológicos para Felipe Guerra (Pedra de Abelhas) | Dados climatológicos para Felipe Guerra (Pedra de Abelhas) | Dados climatológicos para Felipe Guerra (Pedra de Abelhas) | Dados climatológicos para Felipe Guerra (Pedra de Abelhas) | Dados climatológicos para Felipe Guerra (Pedra de Abelhas) | Dados climatológicos para Felipe Guerra (Pedra de Abelhas) | Dados climatológicos para Felipe Guerra (Pedra de Abelhas) | Dados climatológicos para Felipe Guerra (Pedra de Abelhas) | Dados climatológicos para Felipe Guerra (Pedra de Abelhas) | Dados climatológicos para Felipe Guerra (Pedra de Abelhas) |
| Mês | Jan                                                        | Fev                                                        | Mar                                                        | Abr                                                        | Mai                                                        | Jun                                                        | Jul                                                        | Ago                                                        | Set                                                        | Out                                                        | Nov                                                        | Dez                                                        | Ano                                                        |
| --- | ---------------------------------------------------------- | ---------------------------------------------------------- | ---------------------------------------------------------- | ---------------------------------------------------------- | ---------------------------------------------------------- | ---------------------------------------------------------- | ---------------------------------------------------------- | ---------------------------------------------------------- | ---------------------------------------------------------- | ---------------------------------------------------------- | ---------------------------------------------------------- | ---------------------------------------------------------- | ---------------------------------------------------------- |
| Temperatura máxima recorde (°C) | 38,9                                                       | 39,6                                                       | 37,1                                                       | 37                                                         | 34,9                                                       | 37,1                                                       | 38                                                         | 37,7                                                       | 38,5                                                       | 39,5                                                       | 39,4                                                       | 39,5                                                       | 39,6                                                       |
| Temperatura mínima recorde (°C) | 21,9                                                       | 21,9                                                       | 22,2                                                       | 21,1                                                       | 21,4                                                       | 19,7                                                       | 18,8                                                       | 18,5                                                       | 19,9                                                       | 19,9                                                       | 22,2                                                       | 21,7                                                       | 18,5                                                       |
| Precipitação (mm) | 61,1                                                       | 110,4                                                      | 171,6                                                      | 176,7                                                      | 100,4                                                      | 48,4                                                       | 27,1                                                       | 7,9                                                        | 2                                                          | 2,7                                                        | 4,1                                                        | 19,7                                                       | 732,1                                                      |
| Fonte: EMPARN (recordes de temperatura: 06/09/2019-presente) e ANA (médias de precipitação calculadas a partir de dados mensais de 1910 a 2020) |                                                            |                                                            |                                                            |                                                            |                                                            |                                                            |                                                            |                                                            |                                                            |                                                            |                                                            |                                                            |                                                            |

### Limites
Os atuais limites do município de Felipe Guerra são os seguintes: ao norte, faz divisa com o município de Governador Dix-Sept Rosado/RN, seguindo os antigos marcos dos limites do município de Apodi. A trijunção marco alto boa vista, P1, tem as coordenadas N 9.401.196,687m e E 650.272,949m. A partir daí, segue-se em linha reta até o marco Poço Feio, P2, que tem as coordenadas N 9.392.725,781m e E 659.256,601m, e então até a trijunção marco barra, P3, que tem as coordenadas N 9.383.877,199m e E 657.427,020m. Ao leste, faz divisa com o município de Caraúbas-RN, seguindo a antiga linha divisória até alcançar a trijunção, marco pacó, P4, que tem as coordenadas N 9.377.000,757m e E 646.615,515m. Ao oeste e sul, faz divisa com o município de Apodi/RN, seguindo entre as propriedades de Antônio Francisco de Lima com os herdeiros de Sebastião Domingos e José Leite de Souza, ficando a primeira no município de Apodi como o limite em linha reta até o marco pé da serra, P5, que tem as coordenadas N 9.379.987,000m e E 641.942,000m. A partir daí, segue-se em linha reta seguindo o travessão que divide as propriedades do saudoso José Idalino de Morais até encostar no meio da antiga estrada de rodagem Mossoró a Luiz Gomes, P6, que tem as coordenadas N 9.383.327,992m e E 637.183,478m. A partir desse ponto, segue-se em linha reta até a trijunção marco alto boa vista, P1.

## Demografia
A população de Felipe Guerra no censo demográfico de 2010 era de 5 734 habitantes (67,58% urbana), sendo o 105° município em população do Rio Grande do Norte e o 4 014° do Brasil, apresentando uma densidade demográfica de 21,35 hab./km². De acordo com o mesmo censo, 50,03% da população eram homens e 49,97% mulheres, tendo uma razão de sexo de 100,14. Quanto à faixa etária, 68,61% da população tinham entre 15 e 64 anos, 21,64% menos de quinze anos e 9,75% 65 anos ou mais.
Na pesquisa de autodeclaração, 57,54% dos habitantes eram pardos, 38,54% brancos, 3,83% pretos e 0,09% amarelos. Todos os habitantes eram brasileiros natos, sendo 83,26% naturais do município (dos 97,19% nascidos no estado). Dentre os 2,81% naturais de outras unidades da federação, os estados com o maior percentual de residentes eram a Paraíba (1,23%), o Ceará (0,66%) e a Bahia (0,21%).

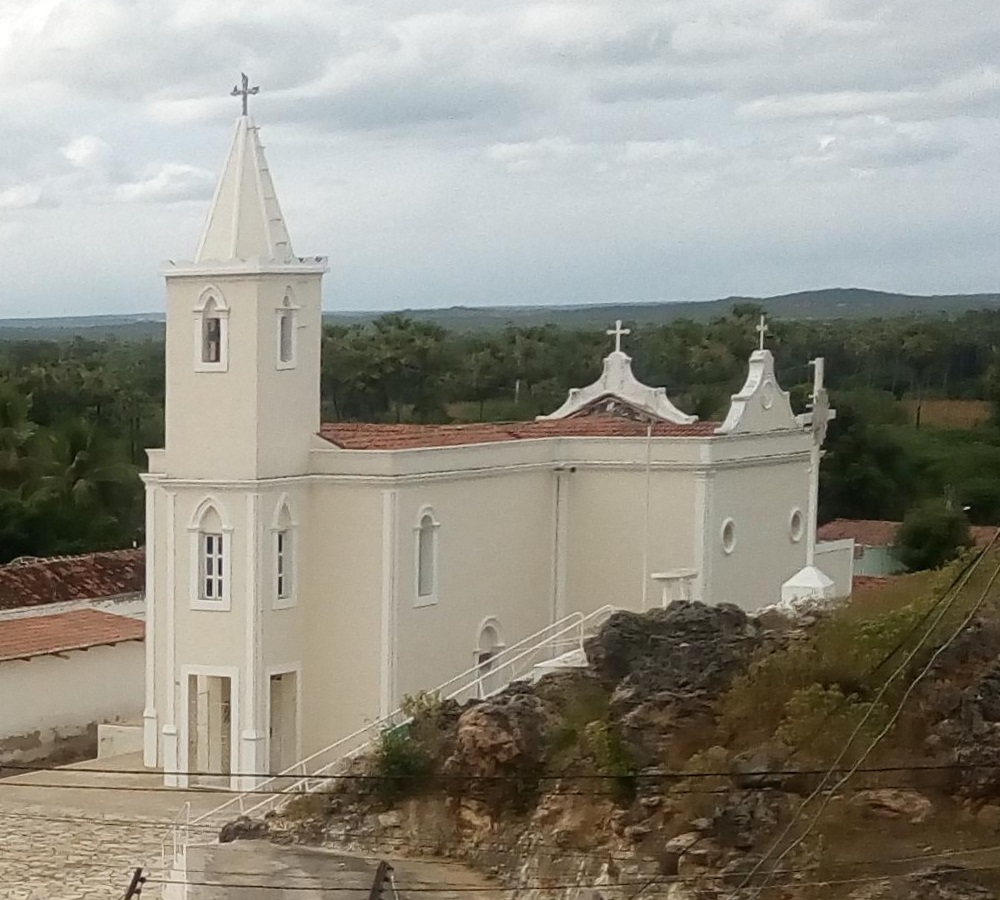
Capela de Nossa Senhora do Perpétuo Socorro, padroeira de Felipe Guerra

Ainda segundo o mesmo censo, 58,69% dos habitantes eram católicos apostólicos romanos e 20,54% protestantes. Outros 20,63% não tinham religião e 0,15% não possuíam religião determinada. Felipe Guerra possui como padroeira Nossa Senhora do Perpétuo Socorro e pertence à Paróquia São Sebastião de Governador Dix-Sept Rosado. Dentre os credos protestantes/reformados, as principais denominações são a Assembleia de Deus, Deus é Amor e a Igreja Congregacional, além da Igreja Adventista do Sétimo Dia e a Igreja Batista.
O Índice de Desenvolvimento Humano (IDH-M) do município é considerado médio, de acordo com dados do Programa das Nações Unidas para o Desenvolvimento (PNUD). Segundo dados do relatório de 2010, divulgados em 2013, seu valor era 0,636, estando na 35ª posição a nível estadual e na 3 378ª colocação a nível nacional. Considerando-se apenas o índice de longevidade, seu valor é 0,768, o valor do índice de renda é 0,582 e o de educação 0,575. No período de 2000 a 2010, a proporção de pessoas com renda domiciliar per capita de até R$ 140 mensais reduziu em 42,56%, porém o índice de Gini, que mede a desigualdade social, caiu para 0,51 para 0,486. Em 2010, 66,91% da população viviam acima da linha de pobreza, 17,43% abaixo da linha de indigência e 15,66% entre as linhas de indigência e de pobreza. No mesmo ano, os 20% mais ricos acumulavam 50,33% do rendimento total municipal, enquanto os 20% mais pobres apenas 2,68%.

## Política
A administração municipal se dá pelos poderes executivo e legislativo, sendo o primeiro representado pelo prefeito e seu secretariado, e o segundo pela câmara municipal, formada por nove vereadores eleitos por meio do sistema proporcional para legislaturas de quatro anos. Cabe à casa elaborar e votar leis fundamentais à administração e ao executivo, especialmente o orçamento municipal (conhecido como Lei de Diretrizes Orçamentárias).
O município teve como primeiro prefeito Francisco Diógenes Filho, que permaneceu no cargo entre fevereiro e outubro de 1954, quando Felipe Guerra voltara a ser distrito de Apodi. Com a emancipação (1963) e instalação (1964) definitivas, o governador Aluízio Alves nomeou o policial militar José Antonio como prefeito interino até a posse do primeiro prefeito eleito, Eilson Gurgel do Amaral, ocorrida em 1965.
O município se rege por sua lei orgânica, promulgada em 3 de abril de 1990 e alterada por emendas posteriores, e é termo judiciário da comarca de Apodi. Felipe Guerra pertence à 45ª zona eleitoral do Rio Grande do Norte e possuía, em dezembro de 2020, 6 455 eleitores, de acordo com o Tribunal Superior Eleitoral (TSE), o que representa 0,265% do eleitorado estadual.

## Infraestrutura básica
O serviço de abastecimento de água de Felipe Guerra é realizado pela Companhia de Águas e Esgotos do Rio Grande do Norte (CAERN), que possui um escritório local na cidade, e a concessionária responsável pelo fornecimento de energia elétrica é a Companhia Energética do Rio Grande do Norte (COSERN), do Grupo Neoenergia, que atende a todos os municípios potiguares. A voltagem nominal da rede é de 220 volts. Em 2010, o município possuía 79,33% de seus domicílios com água encanada, 97,13% com eletricidade e 61,35% com coleta de lixo.
O código de área (DDD) de Felipe Guerra é 084 e o  Código de Endereçamento Postal (CEP) é 59795-000. Há cobertura de duas operadoras de telefonia, a TIM e a Vivo. Em 2010, de acordo com o IBGE, 79,04% dos 1 671 domicílios do município tinham apenas telefone celular, 3,12% celular e telefone fixo, 0,16% apenas o fixo e 20,96% não possuíam nenhum.
A frota municipal no ano de 2020 era de 1 055 motocicletas, 679 automóveis, 405 motonetas, 157 caminhonetes, 57 caminhões, quinze camionetas, quatorze reboques, ônibus e utilitários com treze cada, dez tratores e dez ciclomotores, nove micro-ônibus e seis semirreboques, totalizando 2 443 veículos. Por Felipe Guerra passa apenas rodovia estadual pavimentada, a RN-032, que por sua vez se encontra com a BR-405, dando acesso a outros municípios.